# Sedum fedtschenkoi
Sedum fedtschenkoi är en fetbladsväxtart som beskrevs av R.-hamet. Sedum fedtschenkoi ingår i Fetknoppssläktet som ingår i familjen fetbladsväxter. Inga underarter finns listade i Catalogue of Life.